# Place de l'Université (Bucarest)
 (décembre 2023).
Si vous disposez d'ouvrages ou d'articles de référence ou si vous connaissez des sites web de qualité traitant du thème abordé ici, merci de compléter l'article en donnant les références utiles à sa vérifiabilité et en les liant à la section « Notes et références ».
Pour les articles homonymes, voir Place de l'Université.
La place de l'Université (en roumain : Piața Universității) est une place située dans le centre-ville de Bucarest.

## Situation
De forme circulaire, la place est située au croisement des boulevards Charles Ier à l'est, reine Élisabeth à l'ouest, Nicolae Bălcescu au nord et Ion Brătianu au sud.

## Histoire

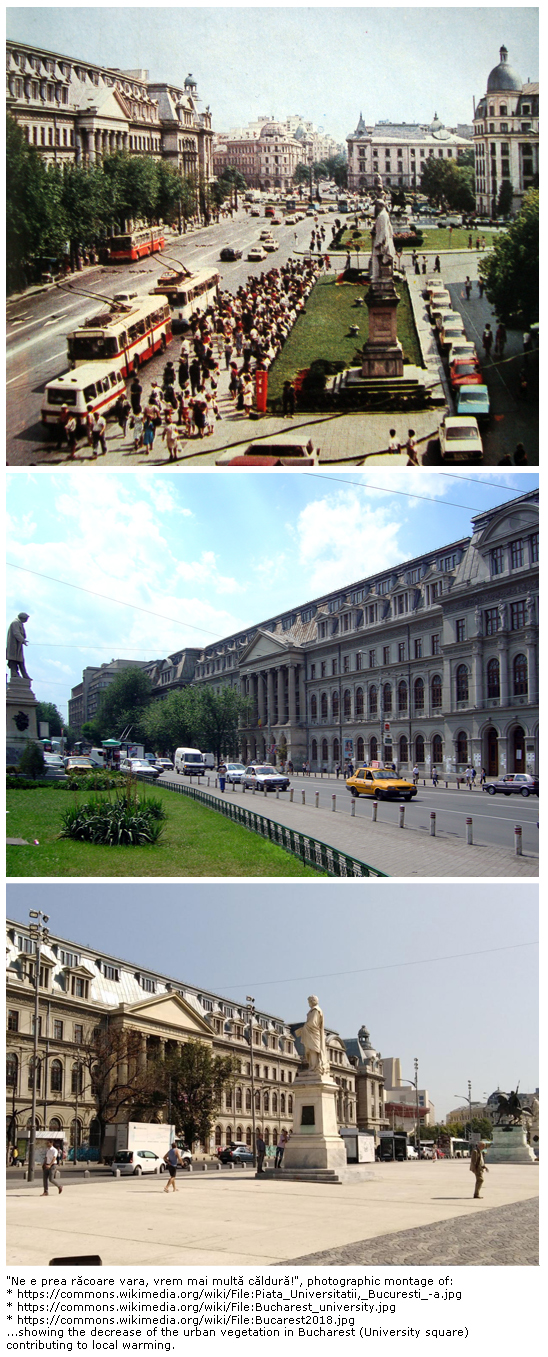
Évolution de la place de l'Université : toujours moins de végétation, toujours plus de contrastes thermiques.

Le palais de l'Université de Bucarest y a été construit en 1857 et a été remanié plusieurs fois depuis. Le jardin en face a été rétréci au fil du temps jusqu'à disparaître au profit d'un pavage étanche et réverbérant, mais pouvant accueillir des stands de marché et des carrousels payant des redevances. La place est un carrefour de lignes du métro de Bucarest, de trolleybus et d'autobus : elle est toujours très fréquentée. Du 22 avril au 15 juin 1990 ce fut aussi le site de la « Golaniade » (en roumain : Golaniada), mouvement de protestation des étudiants et des professeurs de l'université de Bucarest contre le maintien au pouvoir de la nomenklatura (le parti communiste roumain s'étant transformé en « front de salut national »), mouvement fermement réprimé par le gouvernement d'Ion Iliescu qui les qualifia de golani (« voyous »).

## Édifices et monuments
La place de l'Université donne sur le palais de université ; le carrefour à l'Est donne sur le Musée d'histoire de la ville de Bucarest et sur le Théâtre national.
Quatre statues s'élèvent sur cette place, face à l'université, représentant le lettré Ion Heliade Rădulescu, le prince Michel Ier le Brave et les lettrés et fondateurs d'établissements d'enseignement Gheorghe Lazăr et Spiru Haret.